# Augochlora labrosa
Augochlora labrosa là một loài Hymenoptera trong họ Halictidae. Loài này được Say mô tả khoa học năm 1837.